# Eska Music Award

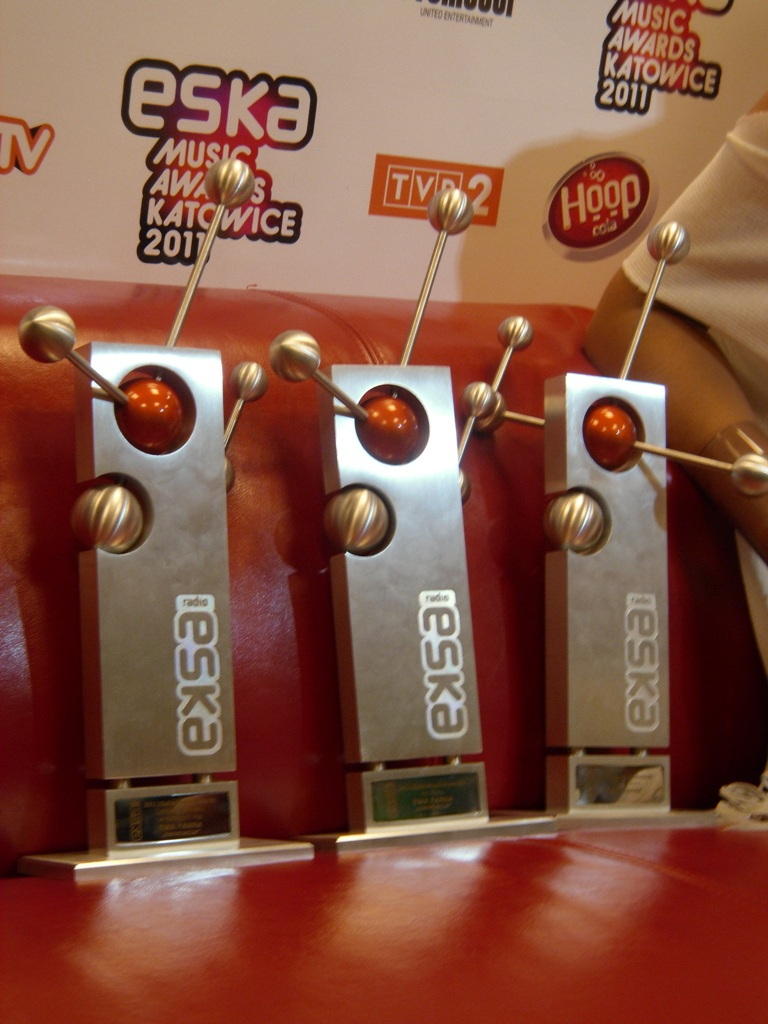
Statuetki Eska Music Award

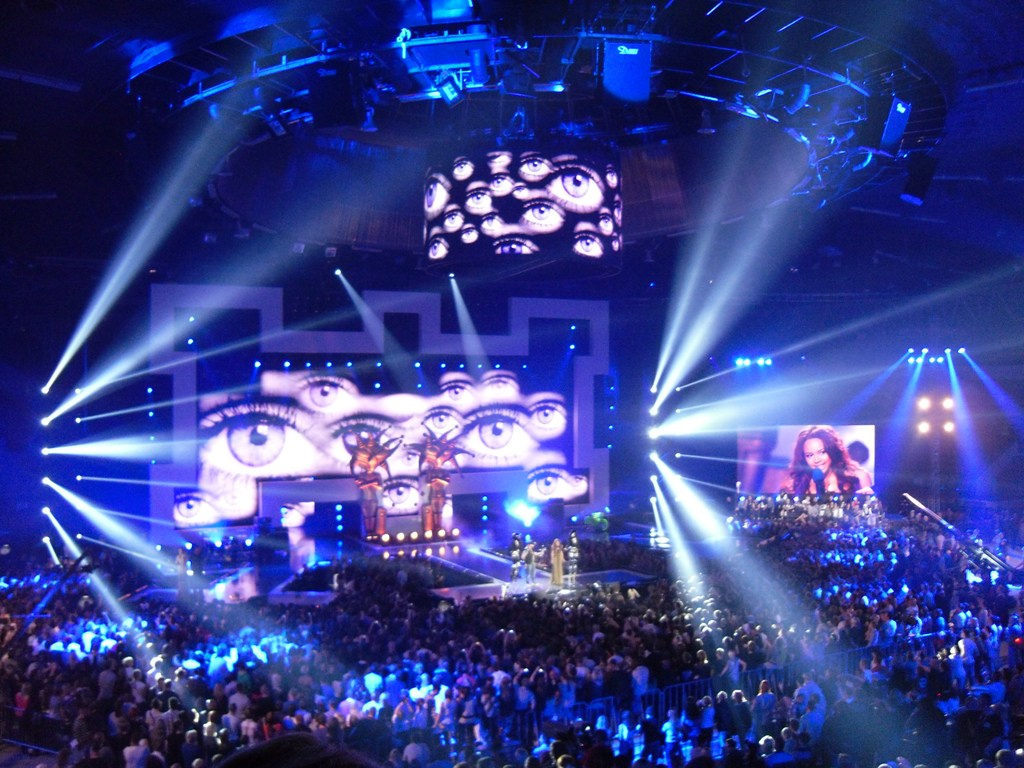
Eska Music Awards 2011 w Katowicach

Eska Music Award – nagroda przyznawana przez Radio Eska w latach 2002–2017.
Gala przyznawania nagród organizowana była raz w roku i transmitowana przez telewizję TVP1, Eska TV i Radio Eska (wcześniej przez Polsat, TV4 i TVP2). Pierwsza i druga edycja odbyła się bez kamer telewizyjnych, kolejno w klubach Cabaret i Port West w Łodzi. Trzecia edycja była transmitowana na antenie TV 4 i prowadzona przez Marcina Bisiorka (dodatkowo dyrektora artystycznego i autora hasła Zobacz Muzykę), tak jak i następne. Kolejne edycje ukazywały się już na antenie Polsatu (do 2010 roku), od 2011 roku następne edycje nadawano w Telewizji Polskiej najpierw na antenie TVP2, a od 2013 roku w TVP1. Do 2009 roku gale wręczenia nagród odbywały się w Łodzi, a w 2010 roku gala odbyła się po raz pierwszy w Pruszkowie. Kolejne edycje widowiska realizowano kolejno w: Katowicach (2011), Kołobrzegu (2012) i Szczecinie, przy okazji finału regat Tall Ships Races 2013. Od 2014 gala odbywała się w hali Azoty Arena w Szczecinie.
Impreza została wymyślona przez Mariusza Woźniczkę (dyrektora generalnego), Macieja Zielińskiego (dyrektora marketingu), Mariusza Brzezińskiego i Marcina Bisiorka. W kolejnych edycjach do zespołu realizacyjnego dołączyli: Michał Korol (współautor statuetki EMA), Cezary Fortuna, Iga Mackiewicz, Maciek Woźnica, Tomasz Rosset i Ewelina Krysiak. Od pierwszych telewizyjnych realizacji ich reżyserem jest Konrad Smuga, autorem scenografii Michał Białousz, a światła Adam Tyszka.

## Eska Music Awards 2002
Gala odbyła się w Łodzi w kwietniu.
Nagrodzeni:
- Blue Café
- Brainstorm

## Eska Music Awards 2003
Gala odbyła się w kwietniu w Łodzi.
Nagrodzeni:
- Zespół roku: Myslovitz
- Artystka roku: Kasia Kowalska
- Hit roku: Wilki – „Baśka”
- Artysta roku: Krzysztof Krawczyk
- Wydarzenie roku: t.A.T.u.

## Eska Music Awards 2004
Gala odbyła się 16 kwietnia w Łodzi.
Nagrodzeni:
- Artystka roku – Polska: Ewelina Flinta
- Artysta roku – Polska: Marcin Rozynek
- Zespół roku – Polska: Jeden Osiem L
- Hit roku – Polska: Jeden Osiem L – „Jak zapomnieć”
- Album roku – Polska: Mezo – Mezokracja
- Debiut roku – Polska: Sistars
- Hit roku – Świat: Groove Coverage – „Poison"
- Album roku – Świat: The Rasmus – Dead Letters
- Wydarzenie roku: Michał Wiśniewski
- Nagroda specjalna: 3 Doors Down

## Eska Music Awards 2005
Gala odbyła się 22 kwietnia w Łodzi.
Nagrodzeni:
- Artystka roku – Polska: Mandaryna
- Artysta roku – Polska: Doniu
- Zespół roku – Polska: Sistars
- Hit roku – Polska: Liber i Doniu – „Skarby”
- Płyta roku – Polska: Ania Dąbrowska – Samotność po zmierzchu
- Debiut roku – Polska: Monika Brodka
- Wydarzenie roku – Polska: Kombii
- Hit roku – Świat: Global Deejays – „The Sound of San Francisco”
- Artysta roku – Świat: Danzel
- Nagroda specjalna: Bomfunk MC’s

## Eska Music Awards 2006
Gala odbyła się 28 kwietnia w Łodzi.
Nagrodzeni:
- Debiut roku – Polska: Verba
- Artystka roku – Polska: Doda
- Zespół roku – Polska: Virgin
- Hit roku – Polska: Mezo – „Ważne”
- Album roku – Polska: Kombii – C.D.
- Artysta roku – Polska: Szymon Wydra
- Wokalistka roku – Świat: Melanie C
- Zespół roku – Świat: Sugababes
- Hit roku – Świat: Mattafix – „Big City Life”
- Nagroda od Eska Rock dla zespołu rockowego: The Rasmus

## Eska Music Awards 2007
Gala odbyła się 27 kwietnia w Łodzi.
Nagrodzeni:
- Artystka roku – Polska: Kasia Cerekwicka
- Zespół roku – Polska: The Jet Set
- Artysta roku – Polska: Mezo
- Hit roku – Polska: Mezo i Tabb feat. Kasia Wilk – „Sacrum”
- Album roku – Polska: Ania Dąbrowska – Kilka historii na ten sam temat
- Radiowy debiut roku: Gosia Andrzejewicz
- Impreskowy hit roku: Kalwi & Remi – „Explosion”
- Nagroda Eska Rock dla rockowej piosenki: Myslovitz – „W deszczu maleńkich żółtych kwiatów”
- Artystka roku – Świat: Jamelia
- Hit roku świat: September – „Satellites”
- Rockowy zespół roku: Razorlight
- Mobilny artysta: ATB
- Nagroda specjalna: Jean-Michel Jarre

## Eska Music Awards 2008
Gala odbyła się 28 kwietnia w Łodzi.
Nagrodzeni:
- ImprEskowy hit roku: DJ Remo – „My Music Song”
- Zespół roku – Polska: Feel
- Radioaktywny hit roku Era: Basshunter – „Now You’re Gone”
- Album roku – Polska: Feel – Feel
- Hit roku – Polska: Feel – „A gdy jest już ciemno”
- Video roku Eska.pl: Feel – „No pokaż na co cię stać”
- Rockowy album roku: Hey – Unplugged
- Artysta roku – Polska: Łukasz Zagrobelny
- Artystka roku – Polska: Patrycja Markowska
- Best New Artist: Sunrise Avenue
- Best Rock Group: Manic Street Preachers
- Nagroda specjalna: Craig David

## Eska Music Awards 2009
Gala odbyła się 19 marca w Łodzi.
Nagrodzeni:
- ImprESKOWY hit roku: Nexx – „Synchronize Lips”
- Hit roku – Polska: Edyta Górniak – „To nie tak, jak myślisz”
- Video roku – Polska: PIN – „Niekochanie”
- Zespół roku – Polska: Feel
- Album roku – Polska: Sylwia Grzeszczak i Liber – Ona i on
- Radiowy debiut roku – Polska: Iwona Węgrowska
- Rockowy hit roku – Polska: Coma – „Zero osiem wojna”
- Artysta roku – Polska: Liber
- Artystka roku – Polska: Sylwia Grzeszczak
- Nagroda specjalna radia ESKA: Feel
- Najlepszy nowy artysta zagraniczny (The Best New Artist): Lady Gaga
- Najlepszy zagraniczny zespół rockowy: The Killers
- Najlepszy zagraniczny popowy artysta (The Best Pop Artist): Matt Pokora
- Najlepszy zagraniczny hit świat: Morandi – „Angels”
- Zagraniczny album roku: Katy Perry – One of the Boys

## Eska Music Awards 2010
Gala odbyła się 23 kwietnia w Pruszkowie.
Nagrodzeni:
- Artysta roku: Andrzej Piaseczny
- Artystka roku: Agnieszka Chylińska
- Zespół roku: Afromental
- Debiut roku: Marina
- Hit roku: Ewa Farna – „Cicho”
- Video roku: Doda – „Rany”
- Rockowy hit roku: Lipali – „Upadam”
- Rockowy zespół roku – Świat: White Lies
- Artysta roku – Świat: Inna
- Zespół roku – Świat: OneRepublic
- Hit roku – Świat: Oceana – „Cry, Cry”
- Debiut roku – Świat: Ke$ha
- Album roku – Świat: Melanie Fiona – The Bridge

## Eska Music Awards 2011
Gala odbyła się 28 maja w katowickim spodku.
Nagrodzeni:
- Artystka roku: Ewa Farna
- Artysta roku: Robert M
- Zespół roku: Video
- Klubowy hit roku: Robert M – „All Day All Night”
- Hit roku: Ewa Farna – „Ewakuacja”
- Video roku: Afromental – „Rock & Rollin’ Love”
- Nowa twarz: Asia Ash
- Zespół roku świat: Madcon
- Rockowy zespół roku świat: Skunk Anansie
- Artystka roku świat: Lady Gaga
- Hit roku świat: Alexis Jordan – „Happiness”
- Nowa twarz świat: Natalia Kills
- Cyfrowy hit roku w kategorii pop: Ewa Farna – „Ewakuacja”

## Eska Music Awards 2012
Gala odbyła się 20 lipca w Kołobrzegu.
Nagrodzeni:
- Najlepsza artystka: Sylwia Grzeszczak
- Najlepszy artysta: Robert M
- Najlepszy artysta – Świat: David Guetta
- Najlepszy zespół: Enej
- Najlepszy album: Sylwia Grzeszczak – Sen o przyszłości
- Najlepszy hit: Enej – „Skrzydlate ręce”
- Najlepsze video w ESKA.TV: Sylwia Grzeszczak – „Sen o przyszłości”
- Najlepszy debiut: Jula
- Najlepszy artysta na ESKA.PL: Jula
- Hit lata: Rafał Brzozowski – „Tak blisko”

## Eska Music Awards 2013
Gala odbyła się 3 sierpnia w Szczecinie.
Nagrodzeni:
- Najlepsza artystka: Sylwia Grzeszczak
- Najlepszy artysta: Liber
- Najlepszy zespół: Enej
- Najlepszy album: LemON – LemON
- Najlepszy hit: Ewelina Lisowska – „W stronę słońca”
- Eska TV Award – Najlepsze video: Margaret – „Thank You Very Much”
- Najlepszy debiut: Ewelina Lisowska
- eskaGO Award – Najlepszy artysta w sieci: Ewelina Lisowska
- Nagroda specjalna: Nelly Furtado
- Najlepszy występ: LemON

## Eska Music Awards 2014
Gala odbyła się 22 sierpnia w Szczecinie.
Nagrodzeni:
- Najlepsza artystka: Sylwia Grzeszczak
- Najlepszy artysta: Mrozu
- Najlepszy zespół: LemON
- Najlepszy hit: Donatan i Cleo – „My Słowianie”
- Eska TV Award – Najlepsze video: Mrozu – „Nic do stracenia”
- Najlepszy radiowy debiut: Grzegorz Hyży
- eskaGO Award – Najlepszy artysta w sieci: Donatan i Cleo
- Nagroda specjalna: Agnieszka Chylińska

## Eska Music Awards 2015
Gala odbyła się 29 sierpnia w Szczecinie.
Nagrodzeni:
- Najlepsza artystka: Margaret
- Najlepszy artysta: Kamil Bednarek
- Najlepszy zespół: Video
- Najlepszy hit: Sarsa – „Naucz mnie”
- Eska TV Award – Najlepsze video: Natalia Nykiel – „Bądź duży”
- Najlepszy radiowy debiut: Sound’n’Grace
- eskaGO Award – Najlepszy artysta w sieci: Margaret
- Nagroda specjalna – Najlepszy zagraniczny artysta: Adam Lambert

## Eska Music Awards 2016
Gala odbyła się 26 sierpnia w Szczecinie.
Nagrodzeni:
- Najlepsza artystka: Sylwia Grzeszczak
- Najlepszy artysta: Dawid Podsiadło
- Najlepszy zespół: Video
- Najlepszy hit: C-BooL – „Never Go Away”
- Eska TV Award – Najlepsze video: Sylwia Grzeszczak – „Tamta dziewczyna”
- Najlepszy radiowy debiut: Antek Smykiewicz
- eskaGO Award – Najlepszy artysta w sieci: Margaret
- Nagroda specjalna – Best International Hit: Alan Walker – „Faded”

## Eska Music Awards 2017
Gala odbyła się 17 czerwca w Szczecinie.
Nagrodzeni:
- Najlepsza artystka: Agnieszka Chylińska
- Najlepszy artysta: Kamil Bednarek
- Najlepszy DJ/Producent: Gromee
- Najlepszy hit: C-BooL – „Magic Symphony”
- Eska TV Award – Najlepsze video: Agnieszka Chylińska – „Królowa łez”
- eskaGO Award – Najlepszy artysta w sieci: Margaret
- Najlepszy zagraniczny artysta: Ed Sheeran

## Lista najczęściej nagradzanych
| Liczba zdobytych statuetek | Wykonawca                                                                                                  |
| -------------------------- | --- |
| 9                          | Sylwia Grzeszczak                                                                                          |
| 6                          | Feel |
| 5                          | Margaret                                                                                                   |
| 4                          | Mezo, Ewa Farna, Agnieszka Chylińska                                                                       |
| 3                          | Robert M, Enej, Liber, Ewelina Lisowska, LemON, Video                                                      |
| 2                          | Lady Gaga, Jula, Jeden Osiem L, Afromental, Myslovitz, Donatan i Cleo, Mrozu, Doda, Kamil Bednarek, C-BooL |